# Madeleine (yacht)
Pour les articles homonymes, voir Madeleine.
Madeleine (US-22) a été la goélette de course, defender américain lors de la Coupe de l'America (America's Cup) de 1876 contre le challenger canadien Countess of Dufferin.

## Carrière

Guidon du NYYC

En 1876 Madeleine,  skippé par Josephus Williams & David Snediker, est victorieux contre la goélette Idler pour être defender de l'America's Cup. Sous le guidon du New York Yacht Club, il bat le challenger canadien Countess of Dufferin.  
Puis Madeleine est restée à New York sous la propriété de J. S. Dickerson comme voilier de plaisance. Au début des années 1900, le voilier est déplacé à Tampa en Floride et utilisé comme bateau de commerce pour Levin Denton Vinson. En 1907, il finit en épave dans l'embouchure de la rivière Hillsborough et disparait.